# Wojna czwartej generacji
Wojna czwartej generacji (ang. fourth-generation warfare; 4GW) – konflikt charakteryzujący się zatarciem granic pomiędzy regularną wojną, polityką, działaniami wojskowymi i cywilnymi oraz wojną informacyjną. Termin pojawił się w końcu lat 80. XX w., użyty przez amerykańskich analityków wojskowych (William S. Lind), jako scenariusz przyszłej wojny. Stał się popularny z powodu wojny w Iraku i ataków terrorystycznych na świecie. Po ataku 11 września 2001 roku (9/11), zwolennicy teorii twierdzili, że została przepowiedziana przyszłość.
Istnieje także definicja mówiąca, że jest nią każda wojna, w której jednym z głównych uczestników konfliktu nie jest państwo, a silna grupa podmiotów niepaństwowych.
Przykład: powstanie Spartakusa.
Elementy charakterystyczne dla wojny czwartej generacji:
- Długotrwałość i skomplikowanie konfliktu
- Terroryzm, rebelia, partyzantka, jako taktyki walki
- Decentralizacja, międzynarodowy charakter
- Ataki kierowane bezpośrednio przeciw przedstawicielom innej kultury, często połączone z aktami ludobójstwa
- Wojna psychologiczna z wykorzystaniem manipulacji medialnych
- Naciski polityczne, gospodarcze, społeczne i wojskowe
- Hierarchia trudna do określenia

Koncepcja została opisana po raz pierwszy w 1989 roku, w Marine Corps Gazette, w artykule zatytułowanym "The Changing Face of War: Into the Fourth Generation".